# Кристијан Клавје
Кристијан Клавје (фр. Christian Clavier; Париз, 6. мај 1952) је француски глумац, сценариста, режисер и продуцент.

## Биографија
Кристијан Клавје је рођен 6. маја 1952. године у Паризу. Био је у браку са глумицом Мари-Ан Шазел од 1976. до 2001. године. Имају ћерку Маргот Клавје, рођену 1983. године. Његов брат је режисер Стефан Клавје.

## Каријера
Након студија политичких наука започео је глумачку каријеру у оквиру позоришне трупе Сплендид, заједно са Тјеријем Лермитом, Жераром Жуњоом, Мишелом Бланом и другима. Са трупом је глумио у неколико филмова, од којих су најпознатији Les Bronzés font du ski и Le Père Noël est une ordure (у којем игра травестита).
Прославио се 1993. глумећи лик Смрде Мудића у хиту Посетиоци.
Након „Посетиоца“ глумио је у скупим пројектима као што су Астерикс и Обеликс против Цезара, Астерикс и Обеликс: Мисија Клеопатра као и у наставцима „Посетиоца“. Одиграо је и неколико запажених драмских улога у телевизијским продукцијама као што су Јадници (2000) (лик Тенардјеа) те Наполеона (где је глумио насловни лик).

## Филмографија
| Улоге Кристијан Клавје |                                      |                                                 |                                                                          |           |
| Година                 | Српски назив                         | Изворни назив                                   | Улога                                                                    | Напомена  |
| 1991.                  | Операција Месни нарезак              | L'opération Corned Beef                         | Жан-Жак Граниански                                                       |           |
| 1993.                  | Златна грозница                      | La soif de l'or                                 | Урбен Донадје                                                            |           |
| 1993.                  | Посетиоци                            | Les Visiteurs                                   | Смрда Мудић / Жак-Анри Мудрић                                            |           |
| 1995.                  | Анђели чувари                        | Les anges gardiens                              | Отац Ерве Тарен                                                          |           |
| 1998.                  | Посетиоци 2                          | Les couloirs du temps: Les visiteurs II         | Смрда Мудић / Жак-Анри Мудрић / Проспер Ђубретар / јавни тужилац Мудичић |           |
| 1999.                  | Астерикс и Обеликс против Цезара     | Astérix & Obélix contre César                   | Астерикс                                                                 |           |
| 2001.                  | Посетиоци освајају Америку           | Just Visiting                                   | Андре                                                                    |           |
| 2002.                  | Астерикс и Обеликс: Мисија Клеопатра | Astérix & Obélix: Mission Cléopâtre             | Астерикс                                                                 |           |
| 2002.                  | Наполеон                             | Napoléon                                        | Наполеон I Бонапарта                                                     | тв сериja |
| 2003.                  | Лепа Рита                            | Lovely Rita, sainte patronne des cas désespérés | Едгар Ламарк                                                             |           |
| 2004.                  | Досије Корзика                       | L'enquête corse                                 | Реми Франсоа / Џек Палмер                                                |           |
| 2005.                  | Противотров                          | L'antidote                                      | Жам                                                                      |           |
| 2005.                  | Царство вукова                       | L' Empire des loups                             |                                                                          | сценарио  |
| 2006.                  | Срдачан споразум                     | L'entente cordiale                              | Франсоа де ла Конш                                                       |           |
| 2013.                  |                                      | Le Profs                                        | Серж Кутиро                                                              |           |
| 2014.                  | Шта смо Богу згрешили                | Qu'est-ce qu'on a fait au Bon Dieu?             | Клод Вернеј                                                              |           |
| 2016.                  | Посетиоци 3                          | La Terreur: Les Visiteurs III                   | Смрда Мудић / Жак-Анри Мудрић / јавни тужилац Мудичић                    |           |